# Azana pusilla
Azana pusilla är en tvåvingeart som beskrevs av Loïc Matile 1999. Azana pusilla ingår i släktet Azana och familjen svampmyggor.
Artens utbredningsområde är Gabon. Inga underarter finns listade i Catalogue of Life.